# Hopiumforthemasses
Hopiumforthemasses è il sedicesimo album in studio del gruppo statunitense Ministry, pubblicato il 1 marzo 2024 per Nuclear Blast.

## Tracce
Tutte le tracce sono scritte da Al Jourgensen, eccetto dove specificato.
1. B.D.E. – 4:28
2. Goddamn White Trash – 4:44
3. Just Stop Oil – 4:00
4. Aryan Embarassment – 5:59
5. TV Song 1/6 Edition – 3:19
6. New Religion – 5:06
7. It's Not Pretty – 5:06
8. Cult of Suffering – 6:13
9. Ricky's Hand (Fad Gadget cover) – 3:42